# Saggi (Montaigne)
Saggi (Essais) è un'opera di Michel Eyquem de Montaigne, pubblicata in tre versioni nel 1580, 1582 e 1588. Consiste in un'ampia raccolta di brani di varia estensione, scritti senza seguire un progetto prestabilito, in cui l'autore tratta di molti argomenti da un punto di vista soggettivo e personale. Il termine francese Essai significa "esperimento", "tentativo" o "prova".

## Stile
Montaigne scrisse i Saggi con un'abile tecnica retorica che intendeva avvincere e coinvolgere il lettore, a volte dando l'impressione di lasciarsi trasportare in un flusso di idee da un argomento all'altro, altre volte utilizzando uno stile più strutturato che tende a portare in evidenza la natura didattica della sua opera. Le sue argomentazioni sono spesso sostenute con numerose citazioni di testi classici greci e latini.
I Saggi colpiscono per la varietà e per i contrasti che li animano. I più brevi (specialmente nel libro I) sono poco più che note di lettura, ma altri sono dei veri e propri saggi filosofici d'ispirazione stoica ("Filosofare è apprendere a morire", I, 20) o scettica ("Apologia di Raymond Sebond", II, 12), via via più pieni di confessioni personali ("Della vanità", III, 9; "Dell'esperienza", III, 13). A volte titoli ingannevoli mascherano i capitoli più audaci: "Usanza dell'isola di Ceo" (II, 3) discute della legittimità del suicidio; "Della rassomiglianza dei figli ai padri" (II, 37) critica i medici; "Su dei versi di Virgilio" (III, 5) nasconde le confessioni di Montaigne sulla sua esperienza dell'amore e della sessualità; "Delle carrozze" (III, 6) denuncia la barbarie dei conquistatori del Nuovo Mondo. Non meno diverse sono le fonti che Montaigne fa dialogare, da Plutarco e Seneca, suoi autori prediletti, a innumerevoli storici e poeti, con centinaia di citazioni, in prosa e in versi, in francese e in latino. 

## Contenuto
(Michel de Montaigne, Saggi, "Al lettore")
L'obiettivo dichiarato di Montaigne è quello di descrivere l'uomo, e specialmente se stesso, con completa franchezza: "Sono io l'oggetto del mio pensiero". Qualunque sia l'argomento trattato, l'obiettivo è la conoscenza di sé, la valutazione della propria capacità di giudizio, l'approfondimento delle proprie inclinazioni. 
Al di là di questo progetto senza precedenti, che ci svela i gusti e le opinioni di un gentiluomo perigordino del XVI secolo, come le sue abitudini e le sue manie più segrete, il genio di Montaigne consiste nel manifestare la dimensione universale di un tale autoritratto: nella misura in cui "ciascun uomo porta in sé l'intera forma dell'umana condizione" (III, 2), la messa in opera del precetto socratico "Conosci te stesso" sfocia in una vertiginosa esplorazione degli enigmi della nostra condizione, della sua miseria, vanità e incostanza, ma anche della sua dignità.
Secondo Montaigne, la varietà e la volatilità sono le caratteristiche fondamentali della natura umana. Ad esempio, egli scrive: "Non ho mai visto un mostro o un miracolo più grande di me stesso" (III, 11); descrive la sua debole memoria, la sua capacità di risolvere problemi e mediare conflitti senza un vero coinvolgimento emotivo, la sua disapprovazione per la ricerca di una fama duratura, e i suoi tentativi di staccarsi dalle cose terrene per prepararsi alla morte.
Umanista per la sua passione per le lettere antiche, Montaigne lo è ancora di più in senso filosofico, per la sua idea elevata della persona umana e per il rispetto che le è dovuto.
Manifestò un relativismo culturale alquanto moderno, riconoscendo che le leggi, i costumi e le religioni delle diverse culture umane, per quanto diverse, potevano essere egualmente valide. Giudicò negativamente la conquista del Nuovo Mondo da parte degli europei, criticando le sofferenze che essa provocò per i nativi di quelle terre. Fu disgustato dai violenti conflitti (che egli considerava barbarici) tra i cattolici e i protestanti suoi contemporanei. Credeva in Dio, ma evitava di speculare sulla sua natura.
Citando il caso di Martin Guerre come esempio, sostenne che gli esseri umani non possono avere conoscenze certe, e respinse le affermazioni di carattere generale e assoluto e ogni forma di dogma. Questo scetticismo è espresso al meglio nel lungo saggio "Apologia di Raymond Sebond" (II, 12), che spesso è stato pubblicato come opera a sé stante. Non possiamo fidarci delle nostre capacità di ragionamento perché i pensieri si formano spontaneamente in noi, e non ne abbiamo veramente il controllo. Non abbiamo buone ragioni per considerarci superiori agli animali. Montaigne dubita fortemente delle confessioni ottenute con la tortura, sottolineando che esse potrebbero essere inventate dal sospettato soltanto per il desiderio di sottrarsi alla tortura che gli è inflitta (è il primo utilizzo noto di questo argomento contro la tortura). Nel capitolo che di solito viene intitolato "La sapienza non può rendere l'uomo buono", scrisse che il suo motto era "Che cosa conosco?" Il saggio su Sebond in apparenza difendeva il cristianesimo, ma Montaigne vi utilizzò con eloquenza molte citazioni e richiami ad autori classici greci e latini (quindi, non cristiani), e specialmente all'atomista Lucrezio.
Montaigne considerava il matrimonio necessario per l'allevamento e l'educazione dei figli, ma disapprovava i forti sentimenti dell'amore romantico, che considerava nocivi alla libertà. Su di esso scrisse, ad esempio: "Il matrimonio è come una gabbia; si vedono gli uccelli chiusi fuori che tentano furiosamente di entrare, e quelli chiusi dentro che tentano furiosamente di uscirne" (III, 5).
Per quanto riguarda l'istruzione, egli preferiva l'esempio e l'esperienza concreta rispetto all'insegnamento di conoscenze astratte che ci si aspetta siano accettate acriticamente: "Per un figlio di buona famiglia... se si desidera farne un uomo avveduto piuttosto che dotto, vorrei anche che si avesse cura di scegliergli un precettore che avesse piuttosto la testa ben fatta che ben piena" (I, 26).
La notevole modernità delle idee evidente nei Saggi, insieme alla loro persistente popolarità, li rese probabilmente l'opera più cospicua della filosofia francese fino all'epoca dell'illuminismo. La loro influenza sulla cultura francese è forte ancora oggi. Il ritratto ufficiale del presidente François Mitterrand lo raffigura con una copia aperta dei Saggi in mano.

## Sommario
Libro primo
1. Con mezzi differenti si arriva allo stesso fine
2. Della tristezza
3. I nostri sentimenti vanno oltre noi stessi
4. Come l'anima riversa le sue passioni su oggetti falsi quando i veri le vengono a mancare
5. Se il comandante di una piazzaforte assediata debba uscire per parlamentare
6. L'ora pericolosa dei parlamentari
7. L'intenzione è giudice delle nostre azioni
8. Dell'ozio
9. Dei bugiardi
10. Del parlare spedito o lento
11. Dei pronostici
12. Della fermezza
13. Cerimoniale delle udienze reali
14. Come il sapore dei beni e dei mali dipenda in buona parte dall'opinione che ne abbiamo
15. Si è puniti per l'ostinarsi in una piazzaforte senza ragione
16. Della punizione della codardia
17. Comportamento di alcuni ambasciatori
18. Della paura
19. Bisogna giudicare la nostra felicità solo dopo la morte
20. Filosofare è imparare a morire
21. Della forza dell'immaginazione
22. Il vantaggio dell'uno è danno dell'altro
23. Della consuetudine e del non cambiar facilmente una legge acquisita
24. Effetti diversi d'una medesima risoluzione
25. Della pedagogia
26. Dell'educazione dei fanciulli
27. È follia giudicare il vero e il falso in base alla nostra competenza
28. Dell'amicizia
29. Ventinove sonetti di Etienne de la Boétie
30. Della moderazione
31. Dei cannibali
32. Bisogna usare discrezione nel giudicare
33. Del fuggire i piaceri a costo della vita
34. La fortuna si trova spesso sulla via della ragione
35. Un difetto dei nostri governi
36. Dell'uso di vestirsi
37. Catone il Giovane
38. Come piangiamo e ridiamo di una stessa cosa
39. Della solitudine
40. Riflessione su Cicerone
41. Del non far parte della propria gloria
42. Dell'ineguaglianza che esiste fra noi
43. Delle leggi suntuarie
44. Del dormire
45. Della battaglia di Dreaux
46. Dei nomi
47. Dell'incertezza del nostro giudizio
48. Dei destrieri
49. Dei costumi antichi
50. Di Democrito e di Eraclito
51. Della vanità delle parole
52. Della parsimonia degli antichi
53. Di un detto di Cesare
54. Delle astuzie inutili
55. Degli odori
56. Delle preghiere
57. Dell'età

Libro secondo
1. Dell'incostanza delle nostre azioni
2. Dell'ubriachezza
3. Usanza dell'isola di Ceo
4. A domani gli affari
5. Della coscienza
6. Dell'esercizio
7. Delle onorificenze
8. Dell'affetto dei padri per i figli
9. Delle armi dei Parti
10. Dei libri
11. Della crudeltà
12. Apologia di Raymond Sebond
13. Del giudicare della morte altrui
14. Come il nostro spirito è d'impaccio a se stesso
15. Il nostro desiderio si accresce per la difficoltà
16. Della gloria
17. Della presunzione
18. Delle mentite
19. Della libertà di coscienza
20. Nulla di quanto gustiamo è puro
21. Contro l'infingardaggine
22. Delle poste
23. Dei cattivi mezzi adoperati a buon fine
24. Della grandezza romana
25. Del non fingersi malato
26. Dei pollici
27. Vigliaccheria madre di crudeltà
28. Ogni cosa a suo tempo
29. Della virtù
30. Di un fanciulli mostruoso
31. Della collera
32. Difesa di Seneca e di Plutarco
33. La storia di Spurina
34. Osservazioni sui modi di Giulio Cesare
35. Di tre buone mogli
36. Degli uomini più eccellenti
37. Della rassomiglianza dei figli ai padri

Libro terzo
1. Dell'utile e dell'onesto
2. Del pentirsi
3. Di tre commerci
4. Della diversione
5. Su alcuni versi di Virgilio
6. Dei cocchi
7. Dello svantaggio della grandezza
8. Dell'arte di conversare
9. Della vanità
10. Del governare la propria volontà
11. Della fisionomia
12. Dell'esperienza[1]

## Edizioni
Montaigne cominciò a dettare i Saggi intorno al 1572 e continuò a lavorarvi per il resto della sua vita, apportandovi continuamente ampie modifiche. A volte aggiungeva una singola parola, altre volte inseriva interi brani. L'analisi delle differenze e delle aggiunte mostra come le idee di Montaigne si siano evolute nel corso del tempo. Singolarmente, egli non sembra eliminare certi brani più antichi anche quando sono in contraddizione con altri più recenti.
La prima versione dei Saggi fu pubblicata in due libri a Bordeaux nel 1580, e fu ristampata due anni dopo con alcune aggiunte riguardanti il viaggio in Italia, dal quale Montaigne era da poco rientrato.
Una seconda versione, ampliata e con l'aggiunta di un terzo libro, fu pubblicata a Parigi nel 1588. Anche dopo questa data, Montaigne continuò ad apportare aggiunte e correzioni, che annotò su una copia di questa edizione (di solito indicata come "esemplare di Bordeaux", che oggi si trova nella biblioteca municipale di quella città).
Una terza versione fu pubblicata (postuma) a Parigi nel 1595, a cura di Marie de Gournay, che integrò il testo della seconda con le aggiunte copiate dall'esemplare di Bordeaux, ma non è del tutto fedele. Marie de Gournay curò la pubblicazione di altre due edizioni nel 1617 e nel 1635; quest'ultima fu ripresa da molti editori successivi.
La prima edizione effettivamente basata sull'esemplare del 1588 annotato da Montaigne fu quella curata da Jacques-André Naigeon nel 1802. Un'importante e accurata edizione basata sull'esemplare di Bordeaux (nota come édition municipale) fu quella curata da F. Strowski, F. Gebelin, Pierre Villey e Grace Norton, pubblicata in 5 volumi tra il 1906 e il 1933; tutte le edizioni successive si sono basate su questa.

### Principali traduzioni italiane
La prima traduzione italiana (parziale) dei Saggi fu quella di Girolamo Naselli, basata sulla versione del 1580 e pubblicata a Ferrara nel 1590. Tra quelle successive spiccano le seguenti: quella di Girolamo Canini, basata sulla versione del 1595, pubblicata a Venezia nel 1633-34 da Marco Ginammi; quella di Giulio Perini, (Firenze, 1785); quella di Dionisio Leon Darakys, (Pisa, 1833-34); quella di Natale Contini (Milano, 1871); quella di Virginio Enrico (Gherardo Casini Editore, Roma, 1953; ristampata a cura di Raffaele Crovi, Milano 1960). L'editio degli Essais di Fausta Garavini (Milano, Adelphi, 1966) fu interamente riveduta per la nuova edizione bilingue col testo a fronte a cura di André Tournon (Bompiani, Milano, 2012). Una scelta di undici saggi a cura di Nicola Panichi appare nel volume Michel de Montaigne, "L'immaginazione", (Firenze, 2000).